# Иссум
Иссум (нем. Issum) — община в Германии, в земле Северный Рейн-Вестфалия.
Подчиняется административному округу Дюссельдорф. Входит в состав района Клеве. Население составляет 11,9 тыс. человек (2009); в 2000 г. — 12,2 тысяч. Занимает площадь 54,51 км².
Коммуна подразделяется на 2 сельских округа: Иссум и Зевелен.

## Религии
В общине Иссум 55 % жителей исповедуют католицизм, 27 % — протестантизм, а остальные 18 % являются верующими других конфессий или атеистами. Традиционно сторонники евангелической церкви проживают в Иссуме, а католики — в Зевелене. Это связано с тем, что исторически Иссум относился к бывшему герцогству Гелдерн, а Зеверен — к католическому курфюршеству Кёльнскому.

## Известные уроженцы
- Верт, Изабель (род. 1969) — немецкая спортсменка-конник, выступающая в выездке, шестикратная олимпийская чемпионка, самая титулованная спортсменка в истории конного спорта на Олимпийских играх, 9-кратная чемпионка мира, многократная чемпионка Европы.
- Пёлльниц, Карл-Людвиг (1692—1775) — немецкий писатель-мемуарист.

## Фотографии

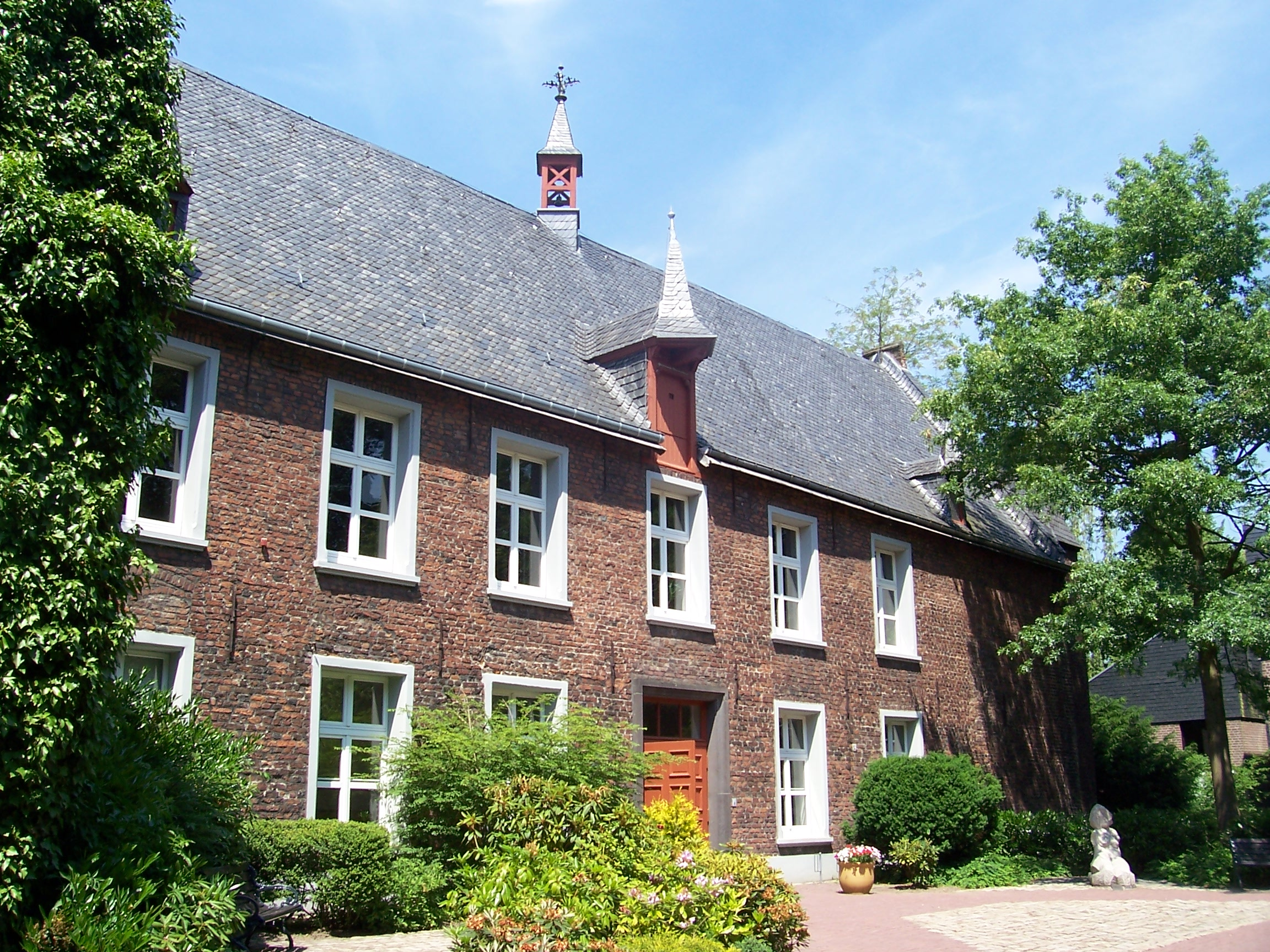
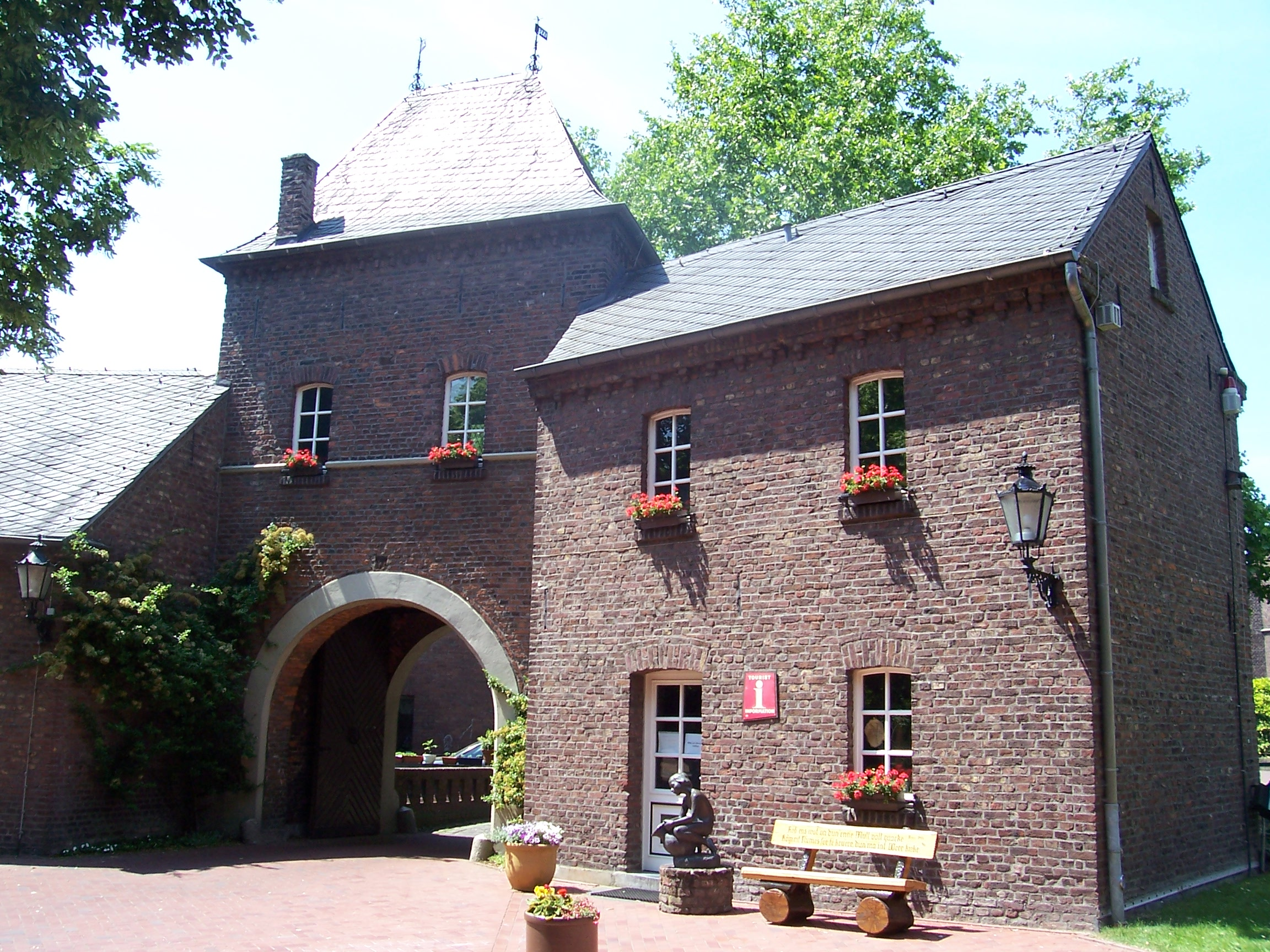
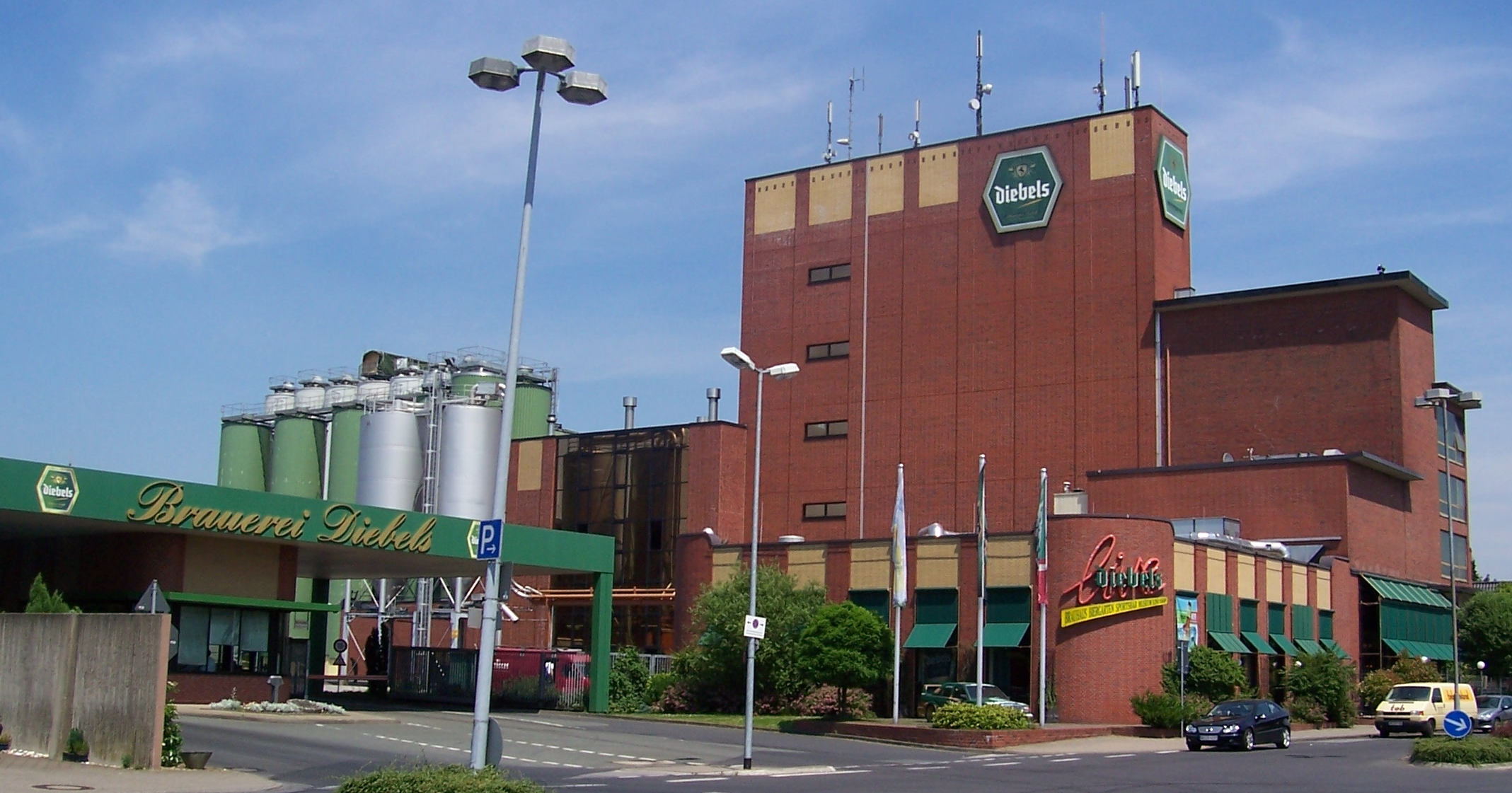